# مزرعه ناز گوشت
مزرعه ناز گوشت یک منطقهٔ مسکونی در ایران است که در دهستان دستگردان واقع شده‌است.